# جامع شنزن
جامع شنزن (بالصينية:深圳清真寺) هو مسجد بني حديثًا على طراز عربي حديث في حي الفوتيان في مدينة شنتشن ، التابعة لمقاطعة قوانغدونغ ، الصين . وهو أكبر مسجد في شنزن وبه لجمعية شنزن الإسلامية. 

## الهندسة المعمارية
يقع المسجد على مساحة 3000 متر مربع .يوجد به قب ومصلى للنساء في الدور الخامس، ومواضئ، وحديقة، تم بناء المسجد على طراز العمارة العربية . 

## الأكل الحلال
حول المسجد عدد من المطاعم تقدم الأكل الحلال

## وسائل النقل
يمكن الوصول إلى المسجد عبر مترو شنزن والنزول عند محطة شانج مي لين (بالصينية:上梅林站)